# Schloss Sternberg

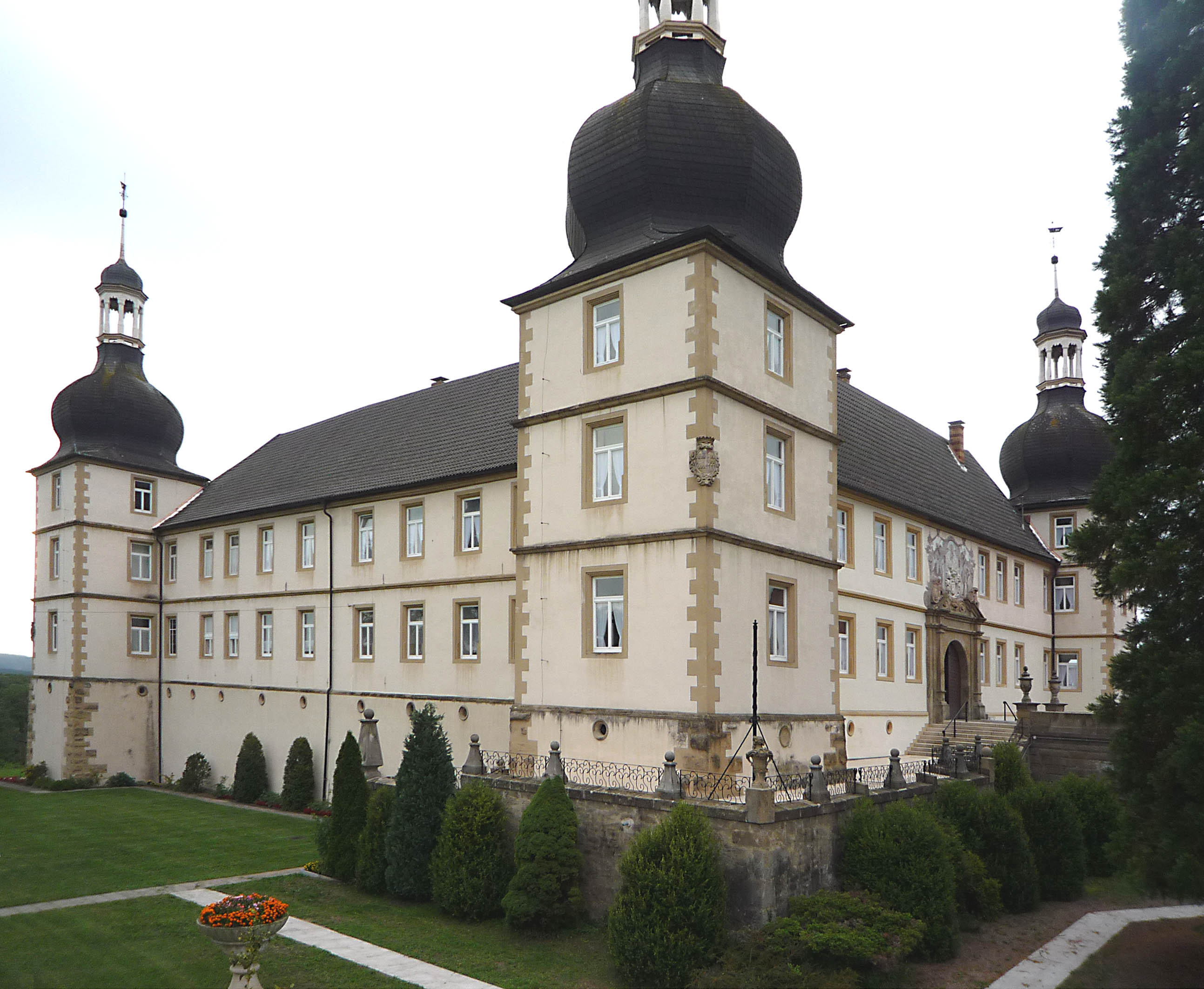
Ansicht des Schlosses

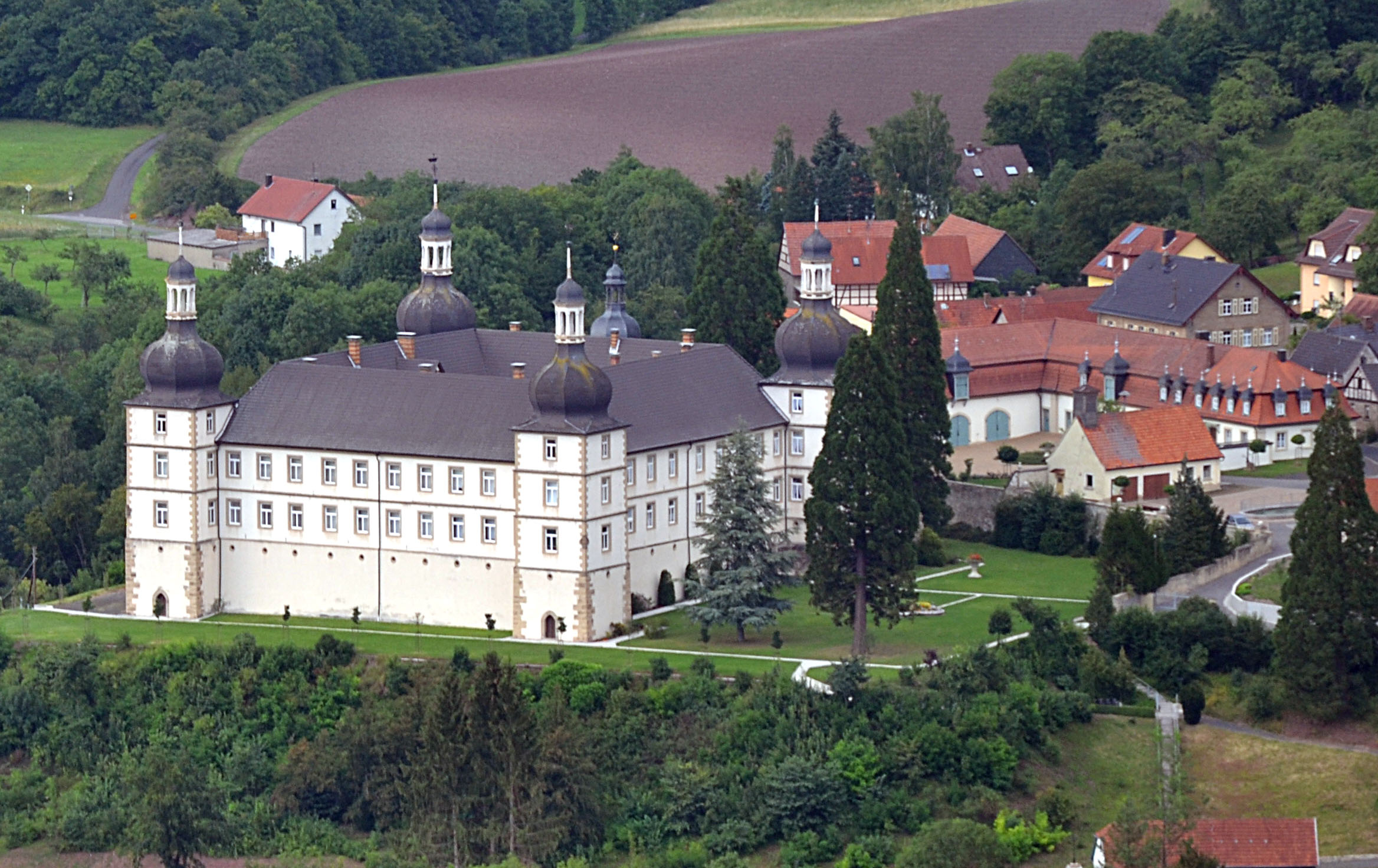

Das Schloss Sternberg in der Gemeinde Sulzdorf an der Lederhecke in Unterfranken ist eine barocke Vierflügelanlage um einen zentralen Innenhof, deren Ecken durch einen Turm mit Zwiebelhaube markiert sind. An das Schloss grenzt die Schlosskapelle an, die im Portal nach Norden ausgerichtet ist.

## Geschichte
Im 12. Jahrhundert erhielten die Henneberger das Gebiet um Sternberg vom Bistum Eichstätt als Lehen. 1199 errichtete Graf Heinrich von Henneberg-Sternberg an der Stelle des heutigen Schlosses eine Burg. Schon bald nach dem Tode des Erben Albert von Sternberg erreichte der älteste Sohn von Poppo VII. von Henneberg, Graf Heinrich III. von Henneberg († 1262), durch Vermittlung des Grafen Adalbert von Dillingen im Jahr 1255 die Belehnung mit den eichstättischen Lehen der Sternberger Linie, darunter Sternberg im Grabfeld. Mit dem Würzburger Bischof Berthold II. von Sternberg starb die Linie Sternberg der Henneberger im Jahr 1287 in männlicher Linie aus. Die Burg Sternberg wurde ab 1297 durch Beamte (Ministeriale) der Henneberger verwaltet, die sich nach ihr ebenfalls „von Sternberg“ benannten und ab 1317 auch mit der Burg Callenberg bei Coburg belehnt wurden; ferner erbauten sie das Sternbergschloss Meeder. Diese zweite, niederadlige Familie von Sternberg erlosch 1588. 
Nach dem Aussterben der Henneberg-Sternberger Linie wurde die Burg 1354 an das Hochstift Würzburg verkauft, sie vergaben mehrere Lehen, so dass eine Ganerbenburg entstand. Anfang des 16. Jahrhunderts brachten die Truchseß von Wetzhausen allerdings alle diese Ganerbenanteile in ihren Besitz.

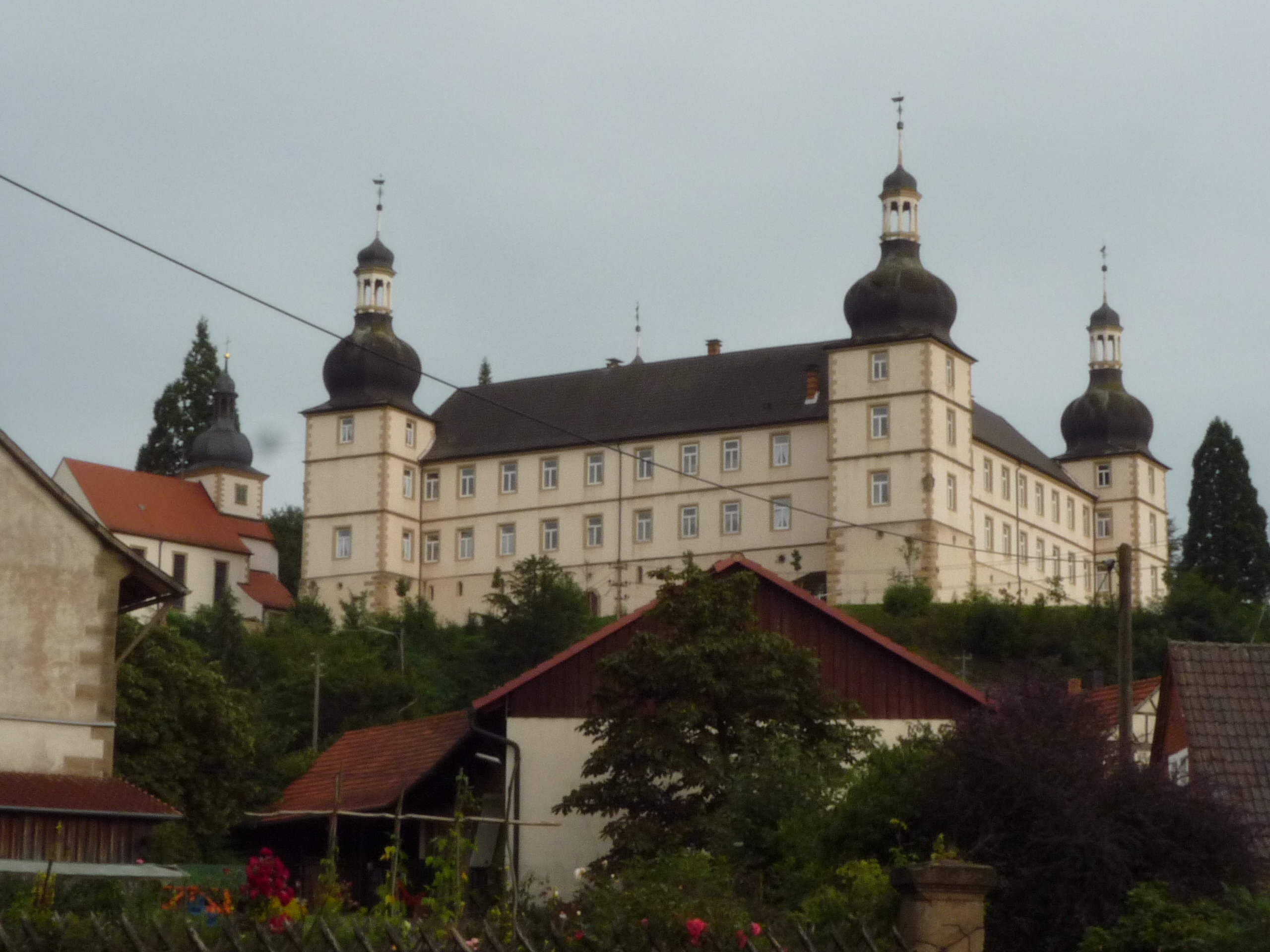
Blick vom Ort auf das Schloss mit vorgelagerter Schlosskapelle

Während des Bauernkrieges von 1525 und dem Dreißigjährigen Krieg wurde die Burg in erhebliche Mitleidenschaft gezogen.
Zwischen 1667 und 1669 entstand unter Wolff Dietrich Truchseß von Wetzhausen die heutige Barockanlage, bei der es sich wohl um eines der größten fränkischen Landschlösser handelt. Die Schlosskirche wurde 1673 errichtet, was durch eine Datierung auf dem dortigen Wappenstein belegt ist.
Nachdem Wolff Dietrich ohne männliche Nachkommen geblieben war, verkaufte er das Schloss 1695 an seinen Lehnsherrn, den Würzburger Fürstbischof Johann Gottfried von Guttenberg.
Das Schloss blieb bis 1838 im Besitz der Freiherren zu Guttenberg, die es an Ernst I. von Sachsen-Coburg und Gotha veräußerten. 1846 erwarb schließlich der damalige bayerische König Ludwig I. das Anwesen von Ernst II. von Sachsen-Coburg und Gotha. Angeblich fand Ludwigs Geliebte Lola Montez bei ihrer Flucht 1848 im Sternberger Schloss Zuflucht.
Nach der Abdankung des Königs 1848 wechselte die Anlage mehrfach den Besitzer. 1884 erwarb der Kitzinger Weinhändler Oskar von Deuster das sich in einem ruinösen Zustand befindende Schloss, setzte es wieder in Stand und legte einen Park an.
Im September 1930 weilte der damalige Reichspräsident Paul von Hindenburg auf dem Schloss, um die im Grabfeld stattfindenden Herbstmanöver der Reichswehr zu beobachten.
1933 kaufte der Schweizer F. L. Alexandre Freytag das Schloss. Er war Gründer der religiösen Gemeinschaft „Menschenfreundliches Werk“, die heute wieder Eigentümerin ist, nachdem das Schloss während des Zweiten Weltkrieges als SA-Ausbildungslager und später als Flüchtlingslager diente und Ende der 1940er Jahre zurückübereignet wurde.

## Anlage
Auf einer Anhöhe nahe dem Büchelberg entstand die frühbarocke Schlossanlage mit ihren wuchtigen Ecktürmen. Der Plan stammte von Pater Matthias von Saarburg, der dem franziskanischen Reformorden der Kapuziner angehörte und schon vorher für das Haus Schönborn tätig war.
Er konstruierte das Gebäude so, dass die einzelnen Bauteile den Lauf des Jahres symbolisieren. Die in die vier Himmelsrichtungen weisenden Türme stehen für Frühling, Sommer, Herbst und Winter. Die zwölf Kamine stehen für die Monate, die 52 Türen für die Wochen und die angeblich 365 Fenster für die Tage des Jahres. Mit den stark vorspringenden Eckpavillons und den vier Flügeln weist Sternberg Parallelen zum Aschaffenburger Schloss auf.